# Теленченко, Николай Ерофеевич
Николай Ерофеевич Теленченко (13 декабря 1946, Ровно, Украинская ССР, СССР) — советский футболист.
Воспитанник футбола г. Ровно. В начале карьеры играл в украинских командах низших лиг и КФК «Колгоспник» Ровно (1964—1965), «Буревестник» Каменец-Подольский (1965), ЛВВПУ СА и ВМФ (Львов, 1965), СКА Львов (1967—1968). В 1969 году перешёл в команду второй группы класса «А» (первая лига) «Молдова» Кишинёв. Во второй половине сезона-70 тренером Артёмом Фальяном был приглашён в ленинградский «Зенит» для укрепления атаки. Теленченко стал играть в паре с таким же мощным центрфорфардом таранного типа Владимиром Гончаровым и провёл 10 матчей, не забив ни одного гола. После того, как Фальяна сменил Евгений Горянский, Теленченко вернулся в «Молдову», за которую играл в 1971—1972 годах. В 1973 году получил пожизненную дисквалификацию, но в следующем году добился её снятия и играл в «Пищевике» Бендеры. Последний клуб — «Колос» Никополь (1975—1976).
В 2010-х годах — работник федерации футбола Ровенской области.